# SN 1976N
SN 1976N – niepotwierdzona supernowa odkryta w październiku 1976 roku w galaktyce A073200+6513. W momencie odkrycia miała maksymalną jasność 15,00m.